# Time Hollow
Time Hollow é um jogo da Konami de 2008.

## História
A história é sobre Ethan Kairos, que na véspera de seu aniversário de 17 anos, seus pais desaparecem e descobre que toda a história de sua vida mudou. Ele sempre viveu com seu tio Derek Kairos, que vive ranzinza por causa do seu passado. Ethan descobre também uma misteriosa caneta que pode conectar o presente e o passado, o permitindo alterar os flashbacks que têm. Além do surgimento de uma misteriosa garota chamada Kori Twelves em sua escola.
Um de cada vez, sua história vai mudando, seus amigos, vão morrendo e desaparecendo até que o passado seja consertado. Depois de algum tempo, ele descobre que Kori não pode ver a caneta, mas não é afetada pela mudança de tempo, e como ela ainda lembra dessas mudanças. Logo depois, ele descobre que há outras Hollow Pens, e outras pessoas que podem mudar o passado, entre eles, Irving Onegin, um misterioso homem que guarda muitos segredos.

## Jogabilidade
O jogo é relativamente simples. No jogo é usado a Stylus principalmente durante a parte de abrir portais. O jogo se resume a tocar nos objetos e pegar coisas ou falar com eles. Quanto a parte de abrir portais, o lugar aparece totalmente cinza, e na Tela de cima, está a imagem do Flashback, você tem que criar círculos onde vai aparecer a imagem do passado e podera interagir com o passado e fazendo a coisa certa no lugar certo, corrige o presente. E o tempo volta para o inicio do dia.

## Hollow Pen
A primeira vista, parece uma caneta moderna, mas a ponta é feita de um material brilhante estranho, tem uma de cada cor. A de Irving é vermelha e preta e a de Ethan é verde e preta. São hereditárias, a mãe de Irving tinha uma e o pai Ethan também. apenas aqueles que tem as canetas ou que vieram do passado podem continuar se movendo durante a abertura de um portal, como Kori.
Cada vez que usada a caneta diminui o tempo de vida do seu dono, você percebe isso vendo que Mary, Irving e Timothy parecem mais velhos do que realmente são.

## Capitulos

### A New Day
O Primeiro capítulo conta como a história começou, e como a vida de Ethan mudou.

### The Day That Vanished
No aniversário de Ethan, Ashley Threet irmã mais nova de Vin, amigo de Ethan, junto com Emily Niner entregam um relógio antigo para Ethan de presente, mas ao colocar o relógio, o passado muda de novo.
Ashley desapareceu depois de uma briga com Emily, e Kori, uma estranha garota aparece. Ethan tem que impedir essa briga para que Ashley fique bem.

### The Day That Changed
Ethan e seus amigos vão até o cafe Chronos. Onde encontram Olivia Eights, a garçonete por quem Ben Fourier tem uma queda. Ela conta que quase sofreu um acidente por causa de uma geladeira que caiu enquanto ela estava indo de bicicleta para sua casa. De repente, o passado muda, e Olivia, que não conseguiu parar a bicicleta morreu.
Ethan consegue impedir Olivia de usar a bicicleta roubando a chave da tranca, mas no lugar de Olivia, um cachorro chamado Lucky, o cachorro de Jacob Eleven morre. E Ethan tem que fazer algo para que todos saiam bem do acidente.

### The Day of Memory
Ethan  e Morris Fivet vão até o Chronos e vêm que algo estranho aconteceu. Vin está segurando Ben, que parecia estressado e tinha sangue nas mãos e no chão. Jacob estava chorando, tudo parece perfeito para a cena de um assassinato. Quando bem se acalma, revela que estava atacando Lucky quando o namorado de Olivia, Aaron Seven saiu e começaram a brigar, Ben pegou alguma coisa do chão e atingiu Aaron, mostrando o porque do sangue, ele e Olivia foram para o hospital, enquanto Lucky fugiu.
Ethan lembra que isso pode ter sido um trauma por ter perdido Shiloh em um acidente, que era seu antigo cachorro. Depois, recebe a noticia que Aaron morreu. Ethan consegue mudar o passado tirando uma pinça que foi a arma do crime, mas dessa vez, Ben morre. Ethan vê que sua única chance é impedir Shiloh de morrer. E no caminho, conheçe Irving Onegin dono de uma loja de antiguidades que se lembra de Emily e Ashley comprando um relógio para ele. Que na verdade não deram. Quando o passado volta ao normal, descobre que Morris deixou a escola para se tornar tratador de cachorros.

### The Day Far Away
Ethan percebe que Irving não foi afetado pelas mudanças do tempo. E decide entrar secretamente no seu escritório. Lá, encontra a foto de Kori em um livro da escola a quase 30 anos. E algo sobre um acidente de ônibus que matou a mãe de Irving, Mary Onegin. Ele decide mudar o acidente e tirar Mary dali, mas assim que ajeita, os mesmos flashbacks reaparecem, e isso se repete várias vezes. Significando que outra pessoa está trabalhando para que Mary morra.
Enquanto isso, Derek encontra Irving e conversam, logo depois, Derek encontra Kori, que devia ter morrido em um acidente a 30 anos. Irving puxa Kori para a loja e tenta escondê-la de Derek.
A realidade cai de novo, Ethan vive sozinho, seu tio foi assassinado a dois anos. Ao que tudo indica, ele era o antigo dono do Chronos. Ethan consegue salvar seu tio com a ajuda de seus amigos, fazendo com que seu tio não venda o Chronos para Eva. Ele deixa para o seu tio várias dicas de como levar um café a seu ápice.

### The Day of Resolution
Ethan sai de manhã para encontrar Irving na cena do acidente. Irving acha que foi Ethan que vem matando a sua mãe várias e várias vezes. E por isso, tenta matá-lo com uma faca, porque até ele mesmo teve o mesmo resultado quando tentou isso. Derek e Kori chegam, mas Irving abre um portal e pula nele. Na manhã seguinte, Kori pede para encontrar onde era a loja de Irving. E ela finalmente conta sua história.
Kori estava caindo da cobertura da escola, quando o pai de Ethan, Timothy Kairos a salvou. Ela desde então, vem estado presa no corpo de 16 anos, porque Tim nunca revelou toda a verdade, enquanto Irving a deu abrigo, mas para usá-la para descobrir quem seria o próximo a ter a caneta de Tim.
Ethan decide ir a escola, mas já que Irving não é mais o mesmo, Kori não estuda lá. Na sala, Ethan descobre que Morris, Ben e Vin morreram anos atrás. Como se não bastasse, Irving agora é Jack Twombly, professor dele. Ethan vai embora e descobre que seus amigos morreram em um incêndio numa casa de árvore que era seu esconderijo secreto quando crianças. Ethan consegue salvar seus amigos, mas Jack/Irving decide testar o poder de Ethan, primeiro matando Morris na sala de aula. E depois de algum tempo, matando Ashley na frente do Chronos.
Ethan tenta salvar Ashley dando a ela um aviso no cartão com o dinheiro. E consegue salvá-la por um período de tempo. Jack/Irving logo a mata de novo, mas desta vez, o aviso é uma evidência contra Ethan. Ao redor da cidade , há policias em todo canto. procurando Ethan. Emily fala com ele ainda assustada, e ele descobre que Ashley tinha esquecido seu celular. Ethan encontra Kori no colégio que ainda confia nele e o ajuda a entrar na própria casa, enganando os policias, mas Derek está la dentro, porém, confia que Ethan não é capaz de matar ninguém. Derek dá a Ethan o celular de Ashley, que ele havia encontrado. E assim, consegue fazer com que Ashley não vá pro Chronos mandando uma mensagem para ela no passado. Ashley está a salvo, mas Morris ainda está morto.
A única chance de Ethan é salvar Shiloh, fazendo com que Morris nunca tenha estado na aula, mas cuidando de cães. Depois de estarem todos a salvo, Jack/Irving reaparece, dizendo que isso não foi nada comparado ao seu próximo passo de vingança contra os Kairos que mataram sua mãe.
No dia seguinte, Ethan se vê sozinho de novo, seu tio morreu de novo, em um vazamento de gás. Kori e Ethan vão até o lugar e Kori decide atravessar o portal, e empurrar Derek para longe da explosão, deixando uma carta no bolso dele. Depois que Ethan fecha o portal, eles têm o flashback dos pais de Ethan que também estavam na mesma explosão. Ethan vai abrir um portal para salvá-los quando Jack/Irving surge e enfia uma faca na sua coxa, e ia matar ambos se Derek não chegasse por causa da carta de Kori. Kori ajuda Ethan a abrir um portal e chama os pais dele para aquele tempo.
Jack/Irving se solta e tenta esfaquiar Ethan de novo, mas Kori se coloca na frente dele e morre no lugar de Ethan. Derek corre atrás de Jack/Irving, que Ethan encontra no local do acidente de ônibus. Após uma discussão, Jack/Irving tenta mudar o passado, mas Derek intervém e os dois brigam. Jack/Irving cai da estrada e Ethan segura sua mão, arranhando-a; porém, ele não consegue suportar o peso do homem, que acaba caindo no mar.

## Final alternativo
O jogo também conta com um final alternativo, em que, após terminar o jogo, o jogador tem a opção de continuar a partir do save anterior.
Ao selecioná-lo, o jogo começará como na primeira vez. Entretanto, quando a mãe de Ethan o chama para jantar, é feita ao jogador a opção de seguir Sox, e ao segui-lo, o jogador vai ao encontro de Irving, que, em um breve diálogo, é reconhecido por Ethan e dá a ele um dia de prazo para mudar o passado antes que ele se vingue. Então, Ethan explica a situação para seus pais e seu tio, que passa pelo portal da escola e salva Kori como é feito no final da história original.
Esse final pula todas as cenas e diálogos dos outros capítulos e pode ser feito em apenas alguns minutos.